# 253 هـ
253 هـ هي سنة في التقويم الهجري امتدت مقابلةً في التقويم الميلادي بين سنتي 867 و868.

## مواليد
- أحمد بن سليمان النجاد
- جعفر الخلدي
- عروبة بن يوسف

## وفيات
- يعقوب الدورقي

- خشيش بن أصرم